# Marine One

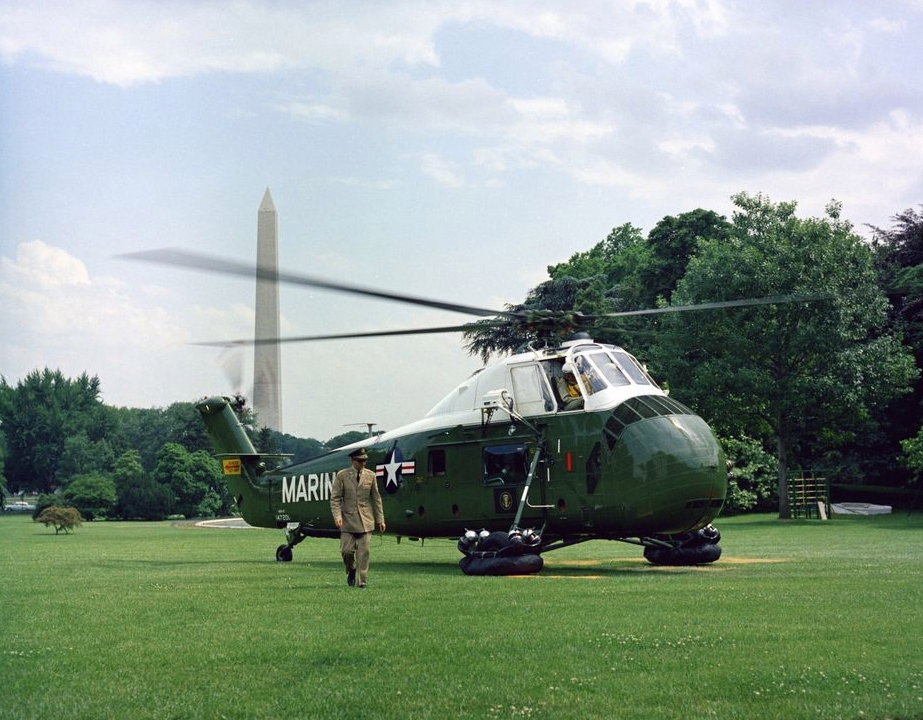
Egy VH-34D típusú elnöki helikopter a Fehér Ház kertjében, 1961-ben

A Marine One a hivatalos hívójele az Amerikai Egyesült Államok tengerészgyalogságának kötelékébe tartozó azon helikopternek, amelyen a mindenkori amerikai elnök utazik. Napjainkban ez a helikopter általában egy nagy méretű Sikorsky VH-92 Patriot, illetve egy kisebb UH–60 Black Hawk. A helikopter felső része minden esetben fehérre van festve (ennek nyomán angolul "White Tops" becenéven is szokás hívni őket). A helikopterek a HMX-1 haditengerészeti helikopterraj kötelékébe tartoznak. Az a helikopter, amelynek fedélzetén az Egyesült Államok alelnöke tartózkodik (de az elnök nincs rajta), automatikusan a Marine Two hívójelet kapja.

## Lásd még
- Air Force One

## Fordítás
Ez a szócikk részben vagy egészben  a   Marine One című angol Wikipédia-szócikk fordításán alapul.  Az eredeti cikk szerkesztőit annak laptörténete sorolja fel. Ez a jelzés csupán a megfogalmazás eredetét és a szerzői jogokat jelzi, nem szolgál a cikkben szereplő információk forrásmegjelöléseként.